# Anosia taimanu
Anosia taimanu är en fjärilsart som beskrevs av William Doherty 1891. Anosia taimanu ingår i släktet Anosia och familjen praktfjärilar. Inga underarter finns listade i Catalogue of Life.